# Kinngait
Kinngait (de l'inuktitut : « hautes montagnes ») est un village inuit situé sur l'île Dorset (en) près de la péninsule de Foxe au Nunavut. Avant février 2020, le village est appelé Cape Dorset.

## Étymologie
Kinngait provient de l'inuktitut et signifie « hautes montagnes » ou « là où sont les collines »,. En syllabaire inuktitut, Kinngait s'écrit « ᑭᙵᐃᑦ ».

## Histoire
Pendant près de 2000 ans, les Tuniits et les Dorsets, puis les Inuits, habitent Kinngait. Les Inuits de Cape Dorset sont des descendants de la culture de Thulé plus récente. Les artéfacts de la culture de Dorset se trouvent à Cape Dorset. 
Le capitaine Luke Foxe nomme le cap le 24 septembre 1631, en référence à Edward Sackville, 4e comte de Dorset, qui finance l'expédition infructueuse de Foxe pour la recherche du passage du Nord-Ouest.
En 1913, la Compagnie de la Baie d'Hudson y établit un poste de traite.
Dans les années 1950, le gouvernement oblige plusieurs Kinngaimmuit à s'installer dans la communauté, là où les services gouvernementaux sont centralisés, ce qui les force à délaisser leur campement et leur mode de vie traditionnel. L'éloignement de la vie en territoire mène à l'abattage de qimmiit (chiens de traîneaux) par les autorités. 
En 1953, l'artiste James Houston joint la communauté. Houston et sa femme passent dix ans à Cape Dorset et font la connaissance d'artistes talentueux. Ils valorisent la sculpture et introduisent l'estampe.
La Coopérative est fondée en 1959. Cette année-là, la première exposition de sculpture inuite est présentée au Festival de Stratford. En 1961, une église anglicane est construite. En 2017, une initiative fait renaître le NSCAD Lithography Workshop, un atelier de lithographie à Halifax (Nouvelle-Écosse), afin notamment de développer les relations entre les communautés artistiques de la Nouvelle-Écosse et le village de Kinngait, ce qui est au cœur de leur initiative de décolonisation des arts.
Le 27 février 2020, le ministre des Services gouvernementaux et communautaires du Nunavut annonce que le village de Cape Dorset retrouvera son nom traditionnel inuktitut et sera nommé Kinngait.

## Commission de vérité du Qikiqtani
En août 2019, à la suite de la Commission de vérité du Qikiqtani qui se déroule de 2007 à 2010,, le gouvernement du Canada présente des excuses officielles « pour les politiques fédérales traumatisantes adoptées dans la région du Qikiqtani » de 1950 à 1975,.  

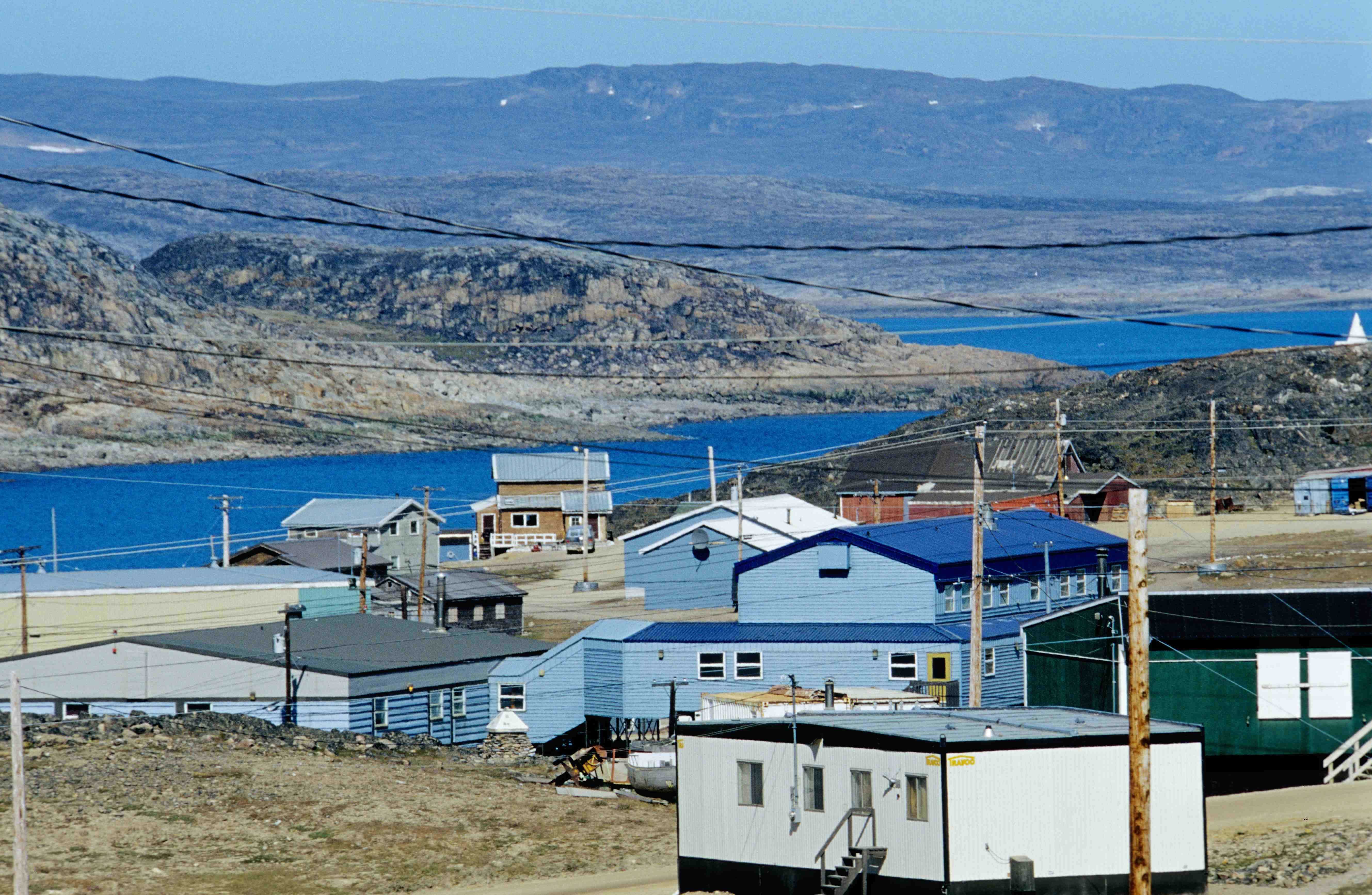
Cape Dorset, le 4 août 2002.
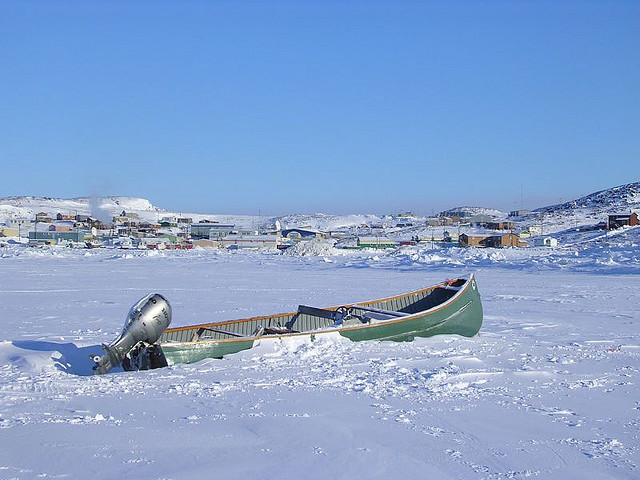
Cape Dorset, le 7 mars 2004.
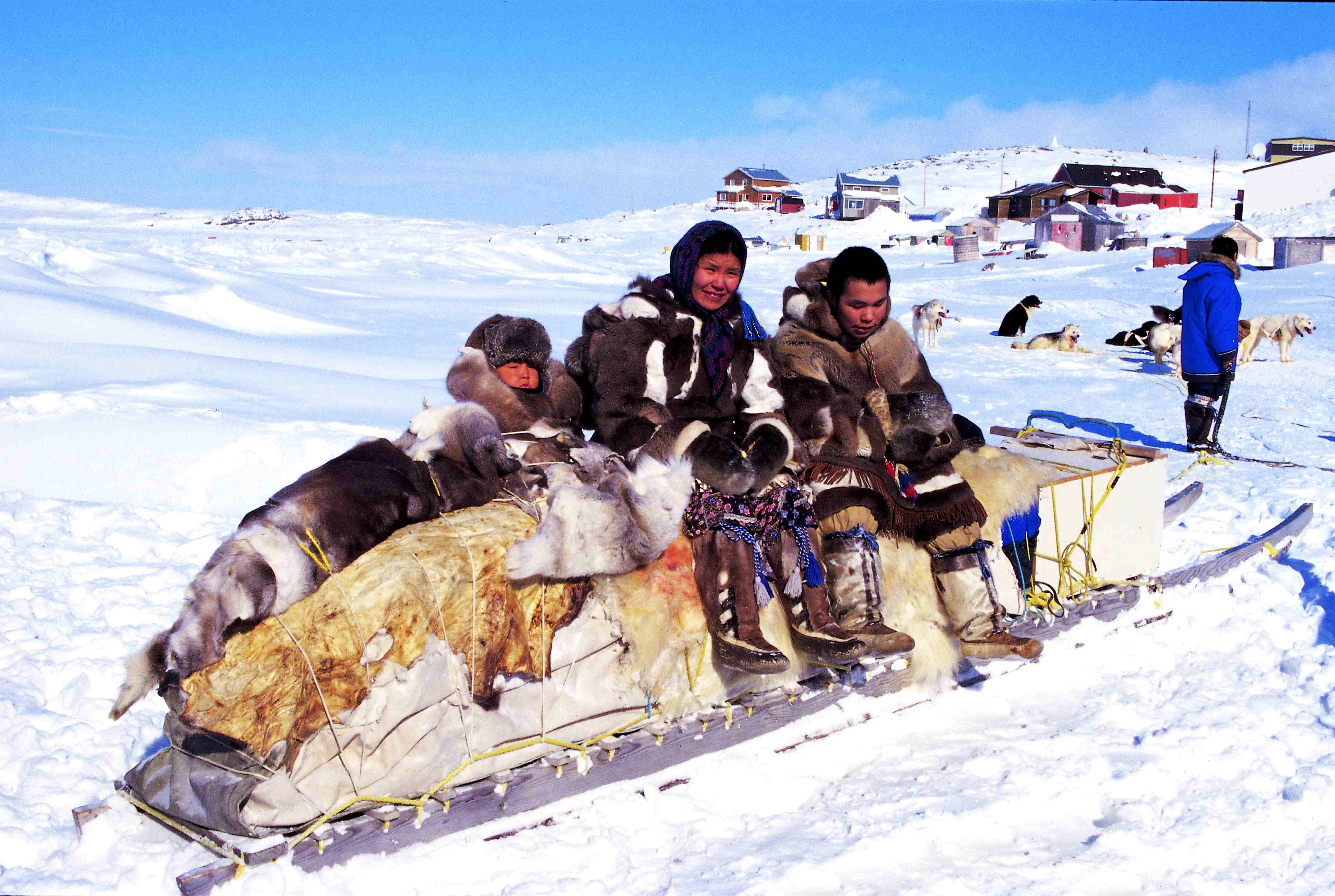
Qamutik (traîneau).

## Démographie
Un total de 93 % de la population est inuite et 92 % parle l'inuktitut. La moyenne d'âge est d'environ 27 ans. Environ 14% de la population détient un diplôme d'études secondaires.
| 2001  | 2006  | 2011  | 2016  |
| ----- | ----- | ----- | ----- |
| 1 148 | 1 236 | 1 363 | 1 441 |

## Personnalités liées
- Nicotye Samayualie, artiste, y est née
- Pitseolak Ashoona, artiste
- Annie Pootoogook, artiste, y est née
- Elijah Pudlat Pootoogook, artiste
- Kananginak Pootoogook, artiste
- Lukta Qiatsuk, artiste
- Ningeokuluk Teevee, artiste